# کامیلا گالاردو
کامیلا آناستازیا گالاردو مونتالوا (وینیا دل مار)، همچنین با نام هنری خود کامی شناخته می‌شود (زاده ۲ نوامبر ۱۹۹۶)، ترانه‌سرا و خواننده شیلیایی است. او بزرگ‌ترین فرزند از چهار فرزند کارن مونتالوا و الکس گالاردو است.